# El Puma (buque)
"El Puma" es uno dos buques oceanográficos (El Justo Sierra y El Puma) propiedad de la UNAM (Universidad Nacional Autónoma de México), comenzó a operar en 1980, su labor está orientada hacia la investigación científica para el mejor conocimiento y aprovechamiento del mares mexicanos. 
El área marítima en la cual realiza su labor corresponde a la Zona Económica Exclusiva del Pacífico Mexicano y el Golfo de California. Posee su propio muelle y centro de operaciones de investigación los cuales se encuentran en Mazatlán (Sinaloa, México), no obstante gracias a su maniobrabilidad y autonomía puede permanecer en el mar por un tiempo aproximado de 25 días, lo que le permite realizar exploraciones del Océano Pacífico desde el sureste mexicano hasta el Golfo de Alaska.
Sus dimensiones son de 50 m de eslora y 10,3 metros de manga, con capacidad para soportar hasta mil t de peso. Tiene una velocidad crucero de 10.5 nudos y una autonomía de 30 días en cuanto a combustible y víveres.
El Puma realiza una labor de investigación de las características del mar mexicano en cuanto a la configuración de su dinámica, química, geología y biología para conocer sus recursos y sus usos potenciales. De igual manera este buque busca promover la preparación de investigadores por lo cual dentro de su labor formativa, realiza salidas programadas para el desarrollo y aprendizaje de los estudiantes de carreras relacionadas con el mar, tales como Biología marina o Geografía litoral.